# Лучано де Крешенцо
Луча́но де Креше́нцо (італ. Luciano De Crescenzo, 18 серпня 1928, Неаполь, Італія — 18 липня 2019, Рим, Італія) — італійський письменник, інженер, сценарист, кінорежисер, актор італійського кіно кінця ХХ століття — початку ХХІ століття.

## Біографія
Народився Лучано де Крешенцо 18 серпня 1928 року в Неаполі. У дитинстві товаришував з актором Будом Спенсером.
Освіту здобув в Неапольському університеті імені Федеріко II. За фахом — інженер. До 1976 року працював в італійському філіалі компанії IBM.
У 1970-х роках опублікував бестселер «Так говорив Беллавіста» (італ. Così parlò Bellavista), збірку фактів та анекдотів про своє рідне місто, яка розійшлась 600 000 тиражем в Італії та була перекладена іноземними мовами.
У 1980 році він дебютував як актор у фільмі «Il pap'occhio» під керівництвом свого друга Ренцо Арборе разом з Роберто Беніньї.
У 1984 р. він дебютував як режисер, успішно екранізувавши свій роман «Так говорив Беллавіста» (італ. Così parlò Bellavista) (у фільмі він зіграв головного героя). В 1985 році зняв «Il mistero di Bellavista».
За все життя видав величезну серію книг, серед яких романи та популяризація філософії. За свою працю в галузі грецької філософії він отримав почесне громадянство Афін у 1994 році. У період з 1977 року до 2019 року опублікував загалом п'ятдесят книг, продавши 18 мільйонів примірників по всьому світу, з них 7 мільйонів — в Італії. Його твори перекладено на 19 мов та розповсюджено у 25 країнах.
У липні 2019 року Лучано де Крещенцо помер у віці 90 років.

## Вибрані твори
- Così parlò Bellavista (1977)
- Raffaele (1978)
- La Napoli di Bellavista (1979)
- Zio Cardellino (1981)
- Storia della filosofia greca. I presocratici (1983)
- Oi dialogoi (1985)
- Storia della filosofia greca. Da Socrate in poi (1986) — The History of Greek Philosophy: Socrates and Beyond
- Vita di Luciano De Crescenzo scritta da lui medesimo (1989)
- Elena, Elena, amore mio (1991)
- Il dubbio (1992)
- Croce e delizia (1993)
- Socrate (1993)
- I miti degli dei (1993)
- Panta rei (1994)
- Ordine e disordine (1996)
- Nessuno (1997)
- Sembra ieri (1997)
- Il tempo e la felicità (1998)
- Le donne sono diverse (1999)
- La distrazione (2000)
- Tale e quale (2001)
- Storia della filosofia medioevale (2002)
- Storia della filosofia moderna. Da Niccolò Cusano a Galileo Galilei (2003)
- Storia della filosofia moderna. Da Cartesio a Kant (2004)
- I pensieri di Bellavista (2005)
- Il pressappoco (2007)
- Il caffe sospeso. Saggezza quotidiana in piccoli sorsi (2008)
- Ulisse era un Fico (2010)

## Фільмографія

### Режисер
- Così parlò Bellavista (1984)
- Il mistero di Bellavista (1985)
- 32 dicembre (1987)
- Croce e delizia (1995)

### Сценарист
- La mazzetta (1978)
- Il pap'occhio (1980)
- «FF.SS.» — Cioè: «…che mi hai portato a fare sopra a Posillipo se non mi vuoi più bene?» (1983)
- Così parlò Bellavista (1984)
- Il mistero di Bellavista]] (1985)
- 32 dicembre (1988)
- Croce e delizia (1995)
- Ulisse: My Name is Nobody (2010)

### Актор
- Il pap'occhio (1980)
- Quasi quasi mi sposo (1982)
- «FF.SS.» — Cioè: «…che mi hai portato a fare sopra a Posillipo se non mi vuoi più bene?» (1983)
- Così parlò Bellavista (1984)
- Il mistero di Bellavista (1985)
- 32 dicembre, episodi «Ypocrites», «La gialla farfalla» e «I penultimi fuochi» (1988)
- Sabato, domenica e lunedì (1990)
- Croce e delizia (1995)
- Francesca e Nunziata (2001)
- Stasera lo faccio (2005)
- Così parlò de Crescenzo (2017)

## Особисте життя
В 1961 році Лучано де Крещенцо одружився і згодом розлучився. У нього є дочка Паола.